# ラバト
ラバト（アラビア語: الرباط ar-ribāṭ、ベルベル語：ⵕⵕⴱⴰⵟ Ṛṛbaṭ、フランス語: Rabat）は、アフリカにあるモロッコ王国の首都。市の人口は65万人、都市圏では180万人（2010年）。ラバトとは「駐屯所」の意味である
。人口ではモロッコ最大の商業都市カサブランカなどに次ぎ第5位の都市として、また首都としての機能のため、外国公館も存在し来訪者も多い。

## 歴史
シェラ（شالة, Chellah）というネクロポリスがブー・レグレグ川の両岸に残っている。これらは紀元前3世紀のもので、この頃には既に定住が行われていた。ローマ帝国は紀元40年に現在のモロッコにあたるこの地域をマウレタニア・ティンギタナ属州として帝国内に組み込み、シェラをローマ人の定住地に変え、サラ・コロニアと呼ぶようになる。250年まではローマの植民市の状態が続き、その後この地を放棄した。

1146年、ムワッヒド朝のアミール・アブドゥルムウミンは11世紀に造られたリバートをスペインへの攻撃拠点とするべく大規模な城塞に改築した。1170年にはرباط الفتح（ribāṭ al-fatḫ, 「勝利の陣屋」）と名づけられ、ここから現在の市名が由来する。ヤアクーブ・マンスールは都をラバトに移し、城壁やウダーヤのカスバを建設した。マンスールは世界最大級のモスクの建設などにも着手したが、マンスールの死によって完成を見なかった。世界最高のミナレットも完成せずハッサン塔として現存している。その後ラバトは低迷期を迎える。ムワッヒド朝はイベリア半島の、次いでマグリブでの領地を次々に失い、13世紀には経済の中心もフェズに移った。1515年、この地を通ったムーア人の探検家は「ラバトには100世帯しか残っていない」と記しているほどラバトは衰退した。17世紀、スペインを追放されたモリスコたちが入植し、ラバトの復興の土台となった。1627年、ラバトとサレは「ブー・レグレグ共和国」を発足させた。この国はコルセア（海賊）によって運営され、ラバトとサレは海賊行為の出撃拠点となった。1666年、アラウィー朝（今日まで続くモロッコ王室）がモロッコを統一するが海賊国家の制圧には失敗し、ブー・レグレグ共和国は1818年まで存続した。またこの地の海賊も1829年にオーストリア船が海賊に攻撃された報復でオーストリア軍がラバトを砲撃して打撃を与えるまで健在だった。
1912年、フランスがモロッコに侵攻しフランス保護領モロッコとすると、総督のウベール・リヨテ将軍は政情不安なフェズからラバトに都を移すことを決め、スルターンのベンユースフ・ハッサーンは遷都した。1913年、ウベール・リヨテはフランス人都市計画家のアンリ・プロストに命じ、ラバトの行政地区の都市設計を行わせた。これが現在のラバトの市街地である。モロッコが独立を成し遂げると1956年、スルターンのムハンマド・ベンユースフ（ムハンマド5世）は都をそのままラバトとする決定を行った。
第二次世界大戦後、アメリカがフランスの空軍基地址に駐留した。この「ラバト・サレ空軍基地」には米軍の戦略航空軍団が置かれた。独立後は、1958年のレバノンでのイスラム教徒の内乱にアメリカ海兵隊が介入したこともあってムハンマド5世は米軍の撤収を要求、1960年代に米軍は撤収した。
2012年にハッサン塔や旧城壁・城門を含む伝統的なイスラム風の旧市街およびモロッコの王室・行政地域、住宅地・商業地域、デセ植物園、遊園地を含む西洋モダニズム風の新市街は世界遺産に登録された。

## 地理
町は大西洋に面し、ブー・レグレグ川（أبو رقراق, Bou Regreg）の河口にある。ラバト＝サレ＝ケニトラ地方の州都。川の向こう側にベッドタウンであるサレが広がり、ラバトの南には大西洋に面しテマラがある。これらの都市を合わせた都市圏人口は180万人に達する。

## 気候
地中海性気候（Cs）。
| ラバトの気候                                                                                 | ラバトの気候 | ラバトの気候 | ラバトの気候 | ラバトの気候 | ラバトの気候 | ラバトの気候 | ラバトの気候 | ラバトの気候 | ラバトの気候 | ラバトの気候 | ラバトの気候 | ラバトの気候  | ラバトの気候   |
| 月                                                                                           | 1月          | 2月          | 3月          | 4月          | 5月          | 6月          | 7月          | 8月          | 9月          | 10月         | 11月         | 12月          | 年             |
| -------------------------------------------------------------------------------------------- | ------------ | ------------ | ------------ | ------------ | ------------ | ------------ | ------------ | ------------ | ------------ | ------------ | ------------ | ------------- | -------------- |
| 平均最高気温 °C （°F）                                                                       | 17.2 (63)    | 17.7 (63.9)  | 19.2 (66.6)  | 20.0 (68)    | 22.1 (71.8)  | 24.1 (75.4)  | 26.8 (80.2)  | 27.1 (80.8)  | 26.4 (79.5)  | 24.0 (75.2)  | 20.6 (69.1)  | 17.7 (63.9)   | 21.9 (71.4)    |
| 平均最低気温 °C （°F）                                                                       | 7.2 (45)     | 7.8 (46)     | 9.2 (48.6)   | 10.4 (50.7)  | 12.7 (54.9)  | 15.4 (59.7)  | 17.6 (63.7)  | 17.7 (63.9)  | 16.7 (62.1)  | 14.1 (57.4)  | 11.1 (52)    | 8.7 (47.7)    | 12.38 (54.28)  |
| 降水量 mm （inch）                                                                           | 77.2 (3.039) | 74.1 (2.917) | 60.9 (2.398) | 62.0 (2.441) | 25.3 (0.996) | 6.7 (0.264)  | 0.5 (0.02)   | 1.3 (0.051)  | 5.7 (0.224)  | 43.6 (1.717) | 96.7 (3.807) | 100.9 (3.972) | 554.9 (21.846) |
| 出典：Le Voyageur et Climatedata, statistiques sur les villes de Rabat et Salé · . 1964-1991 |              |              |              |              |              |              |              |              |              |              |              |               |                |

## 経済
沈泥により港湾機能は失われて来ているが、繊維、食品加工、建設などの産業が盛ん。絨毯製造は有名である。

## 交通

### 空港
- ラバト＝サレ空港 - ラバトの東北東約8kmの近郊の町サレにある空港。

### 鉄道
ONCFが運営する鉄道の鉄道駅が2ある。
- ラバト・ヴィル駅（フランス語版） - 在来線や路面電車のラバト＝サレ市電が接続されている。
- ラバト・アグダール駅（英語版） - タンジェ＝カサブランカ高速鉄道や在来線に接続されている。

### 路面電車
- ラバト＝サレ市電

## 教育
- ムハンマド5世大学（英語版）

## スポーツ

### サッカー
いくつかのサッカークラブがある。
- AS FAR（英語版）
- FUSラバト（英語版）

## 施設

### 主な名所
- ムハンマド5世廟
- ムハンマド5世大学
- ハッサン塔
- シェラ
- ウダーヤのカスバ
- ラバト考古学博物館
- ラバト動物園

## 世界遺産の登録基準
この世界遺産は世界遺産登録基準のうち、以下の条件を満たし、登録された（以下の基準は世界遺産センター公表の登録基準からの翻訳、引用である）。
- (2) ある期間を通じてまたはある文化圏において、建築、技術、記念碑的芸術、都市計画、景観デザインの発展に関し、人類の価値の重要な交流を示すもの。
- (4) 人類の歴史上重要な時代を例証する建築様式、建築物群、技術の集積または景観の優れた例。

## ギャラリー
- ハサン塔
- サンピエトロ大聖堂
- ウダヤ
- 路面軌道
- ラバトセントラル駅
- ダブルレール
- ラバト＝サレ空港
- プラスピエトリ
- モロッコテレコムタワー
- モハメドV大通り
- アーキテクチャ
- モハメドV劇場
- ラバト-カサブランカハイウェイ

## 出身者
- フィリップ・バルバラン
- アラン・バディウ
- サミラ・ベンサイード
- モハメド・ティムミ
- ネザ・ビドゥアン
- レイラ・スリマニ
- ムウナ・フェトゥ

## 姉妹都市
- マドリード、スペイン
- リスボン、ポルトガル
- アテネ、ギリシャ
- ベツレヘム、パレスチナ国
- チュニス、チュニジア
- ホノルル、アメリカ合衆国